# Adams (gatukonstnär)

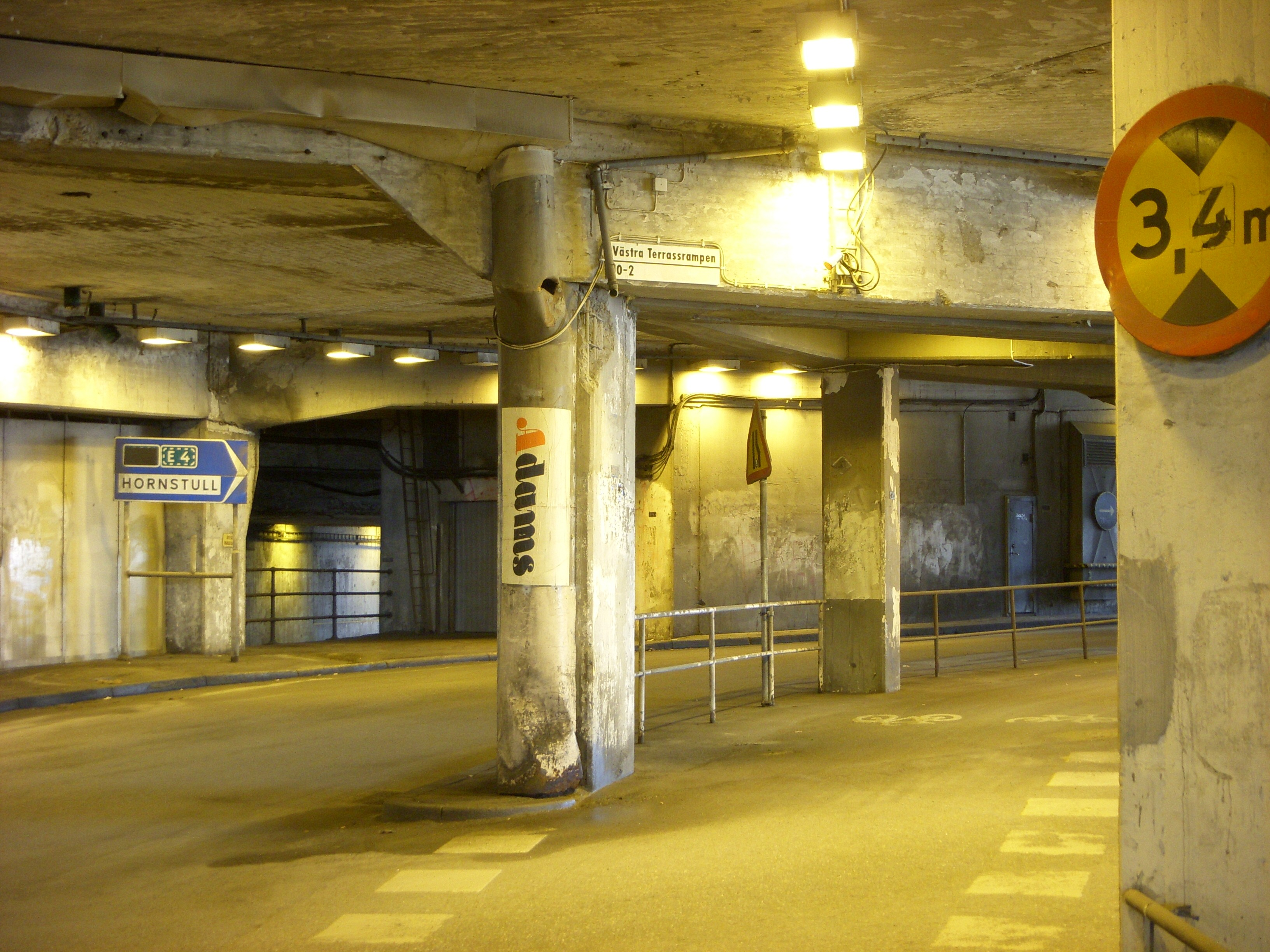
Affisch av Adams vid Slussen i Stockholm

Löpsedlar av Guilty Guilty.

Adams, född 1969 eller 1970, är pseudonymen för en graffitimålare och gatukonstnär från Stockholm.
I sin konst har Adams belyst frågor om det offentliga rummet, bland annat kring företeelser som synlighet och tillgänglighet. Han har byggt illegala hus vid floden Spree i Berlin och på en bangård i Åbo, Finland. Tillsammans med den danske gatukonstnären Itso har Adams inrett en liten beboelig lägenhet i ett rum under spåren på Hovedbanegården i Köpenhamn. Rummet upptäcktes 2007, i samband med byggarbeten på stationen, och uppmärksammades i ett långt inslag i dansk teve. Liksom mycket annan gatukonst är en stor del av Adams konst uppförd på offentliga platser utan tillstånd, vilket gör den illegal. 
Adams arbetar också med ett projekt som han kallar Arkitek, vilket är ett slags bibliotek för utrymmen, där man kan "låna" tillträde till rum som annars är stängda för allmänheten. Detta projekt beskrivs i publikationen Holes, Huts and Hidings från 2006, där konstkritikern Peter Cornell i en essä belyser Adams plats i konsthistorien och hans betydelse för samtidskonsten.
Adams arbetar även med spray och affischering på väggar och andra ytor, och har i flera projekt fokuserat på olika former av återvinning. I boken King Size från 2004 dokumenteras i text och bild ett projekt där Adams producerade 20 stycken överdimensionerade klotterpennor, som han gav bort till 20 olika klottrare över hela jorden, bland annat Nug i Stockholm.
Adams samarbetar ibland med konstnärskollegan Akay, både i konstnärliga sammanhang och som föreläsare, och som duo kallar de sig för Guilty Guilty. Konstellationen är mest känd för sina textkollage av kvällstidningslöpsedlar. Dessa har samlats i böckerna Det kan inte vara sant! (2002), Expressen ljuger och Aftonbladet fantiserar (2006) samt Löp: dekonstruerade löpsedlar 1997-2017 och även ställts ut på Kulturhuset i Stockholm 2003 och Skissernas Museum i Lund 2008.